# Nick Reyna
Nick Reyna (Mattawan, ...) è un ex giocatore di football americano statunitense che ha giocato come linebacker.